# SMS Lützow
«Лютцов» SMS Lützow був другим лінійним крейсером типу «Дерфлінгер», побудованим для німецьких ВМС до Першої світової війни. Корабель назвали на честь прусського генерала Людвіга Адольфа Вільгельма фон Лютцова, який воював у Наполеонівських війнах.

## Історія створення
«Лютцов» був замовлений як заміна старого бронепалубного крейсера «Кайзерін Августа». Закладений 15 травня 1912 року на верфі «Schichau-Werke» у Данцігу. Спущений на воду 29 листопада 1913 року. 8 серпня 1915 року приqнятий для проходження ходових випробувань. Але добудова корабля затягнулося до 1916 року.

## Конструкція

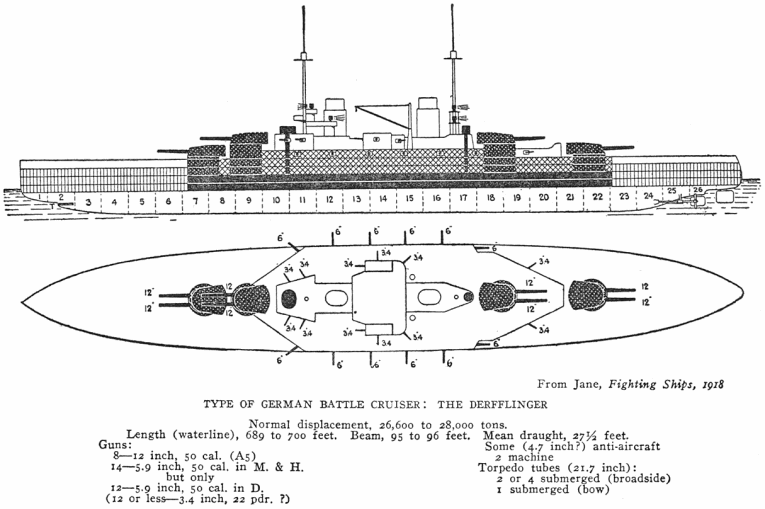

«Лютцов» відрізнявся від однотипного «Дерфлінгера» наявністю додаткової пари допоміжних 150 мм гармат та додатковим водонепроникним відсіком корпусу.

## Історія служби
«Лютцов» був включений до складу 8 серпня 1915 року, проте не приєднався Першої розвідувальної групи до 20 березня наступного року через поламку двигуна під час випробувань. До цього часу більшість зіткнень, в яких брало участь це з'єднання, основою якого були німецькі лінійні крейсери, вже відбулися. У результаті «Лютцов» лише двічі брав участь у бойових діях. Це участь у бомбардуванні Ярмуту та Лоусофта 24–25 квітня 1916 року, після чого він став флагманським кораблем адмірала Франца фон Гіппера. Через місяць корабель взяв активну участь у Ютландській битві 31 травня –1 червня. Під час битви «Лютцов» потопив британський лінійний крейсер «Інвінсібл». Крім того, на його рахунок часто також відносять потопленя броньованого крейсера «Діфенс». Водночас, корабель був важко ушкоджений влучаннями за оцінками 24 великокаліберних снарядів.
З затопленим носом крейсер вже не міг здолати зворотній шлях до Німеччини, тому його екіпаж евакуювали, а корабель потопили двома торпедами міноносця G38.